# Antiguo Mercado de Hildesheim
El Antiguo Mercado de Hildesheim (alemán: Alter Markt) es una calle histórica en la ciudad de Hildesheim en Alemania.
La calle mide 445 metros de longitud y se ubica en el oeste del casco histórico de Hildesheim. Transcurre con varias curvas en el sentido oeste-este en un terreno accidentado.

## Historia

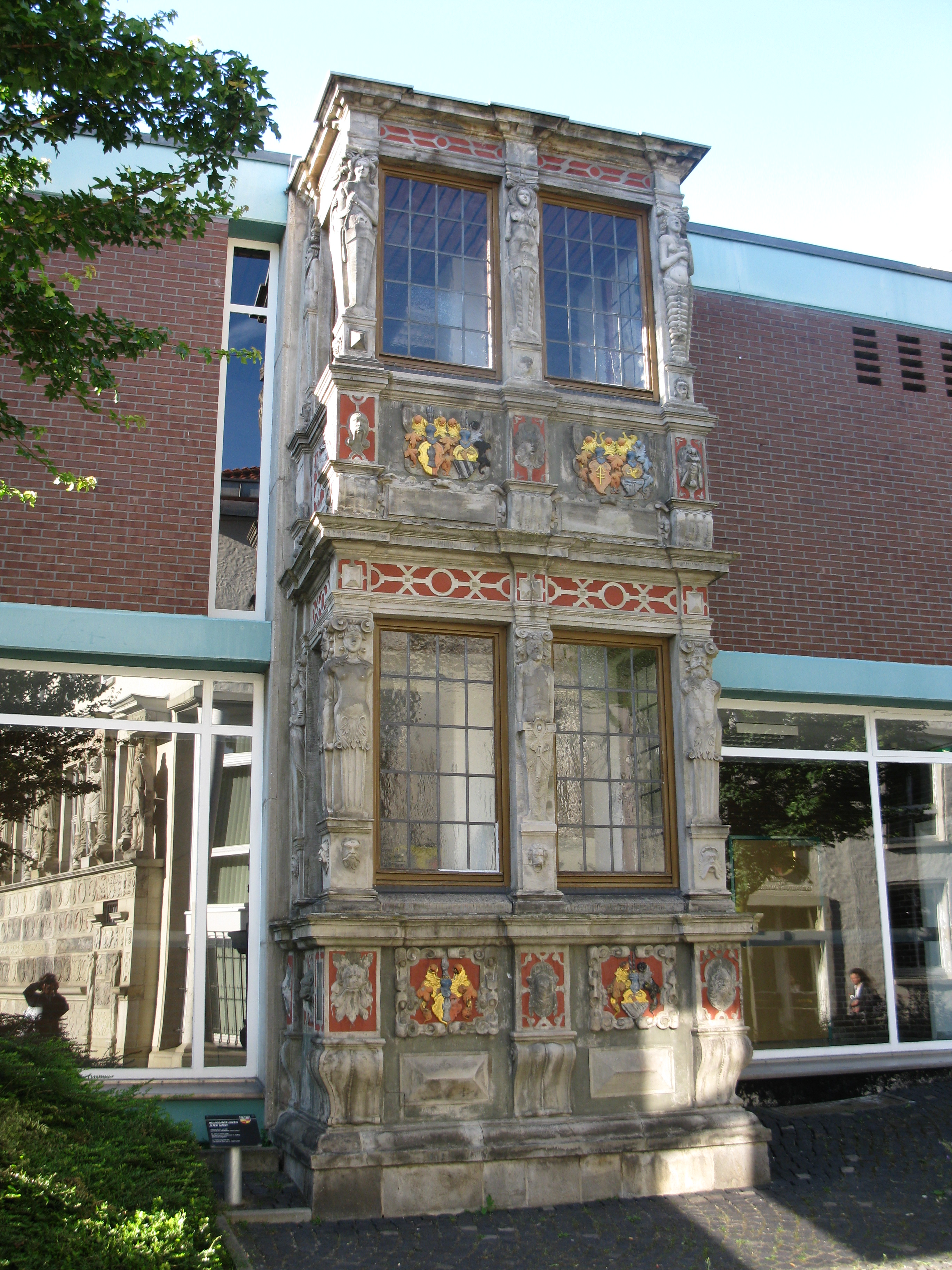
Mirador renacentista

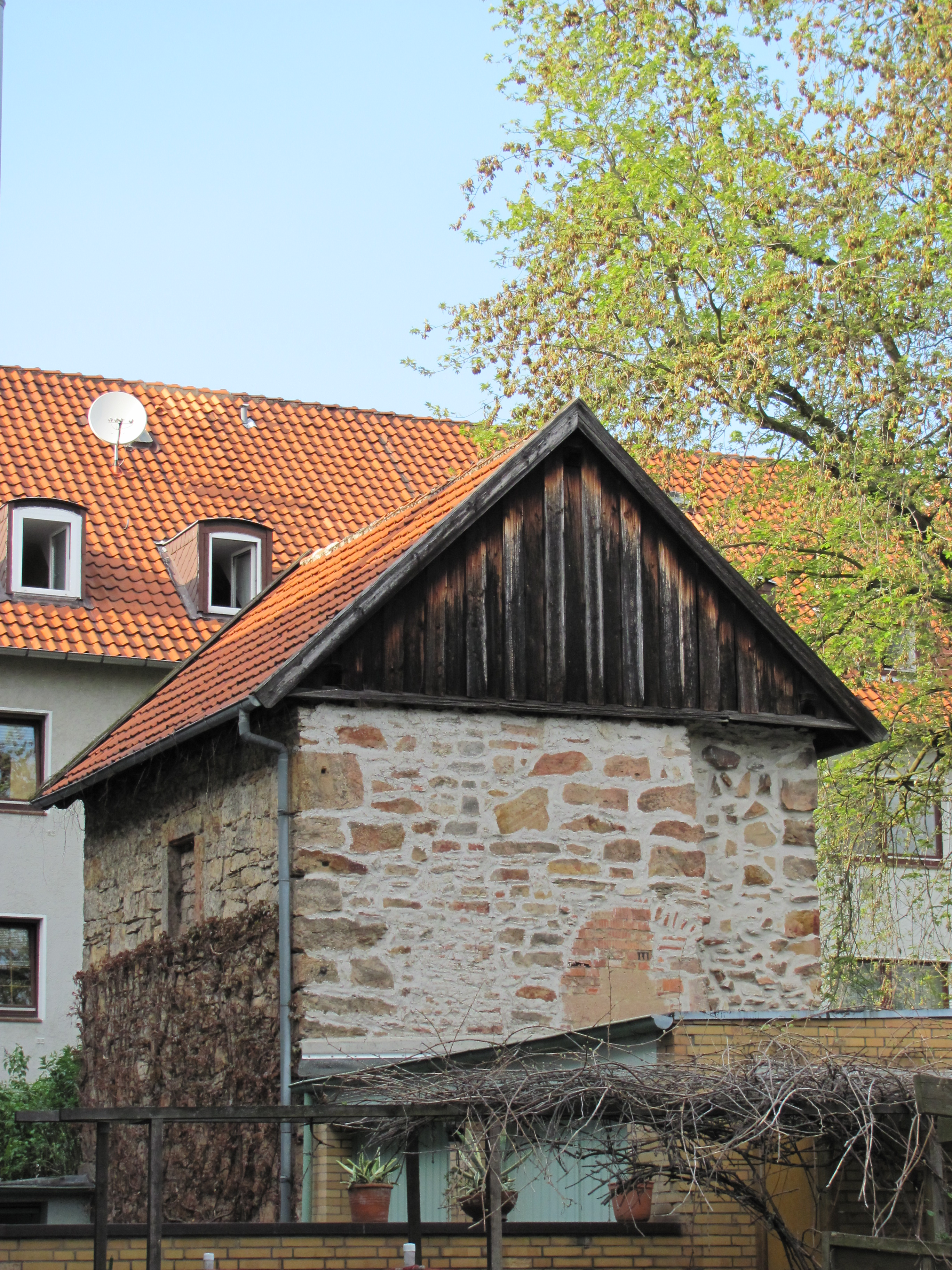
Almacén construido en el siglo XV

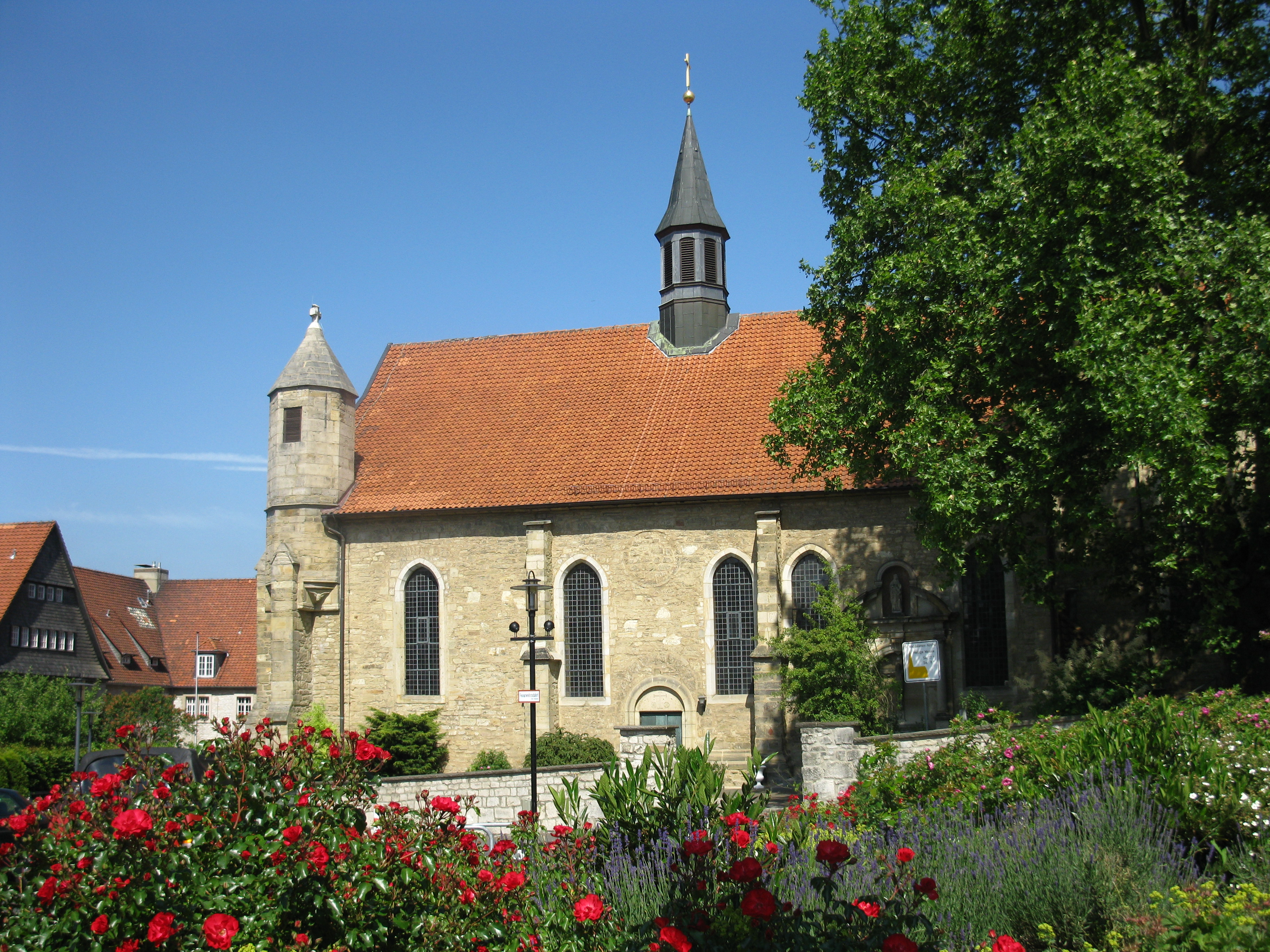
Iglesia de Santa Magdalena

La historia de Hildesheim y de su mercado se rastrea hasta los primeros siglos de la Edad Media cuando el Hellweg, una antigua ruta comercial, cruzaba Alemania en sentido oeste-este. En el lugar donde hoy se ubica la ciudad había un vado del río Innerste, un río caudaloso que nace en el Harz, una cadena montañosa con mucha nieve en invierno. La ribera derecha del Innerste era suficientemente alta y segura de inundaciones para habitar allí. Hildesheim se desarró en esta región como un lugar donde los mercaderes descansaban y guardaban su mercancía. El transcurso del Mercado Antiguo de Hildesheim como un camino tortuoso discurriendo en sentido oeste-este entre dos colinas hace suponer que era originariamente una parte del Hellweg. El suelo de la región donde se ubica Hildesheim es muy fértil ya que se compone de loess. Debido a su situación privilegiada del poblado en el Hellweg al lado de un vado y en un terreno fértil, fueron asentándose numerosos habitantes que se dedicaron al comercio y a la agricultura. En 815 Hildesheim fue designada la sede de un obispado católico. En una colina muy cerca al Hellweg fueron construidos una catedral y edificios residenciales de piedra. Otón III del Sacro Imperio Romano Germánico otorgó en 983 a los habitantes de Hildesheim el importante privilegio de celebrar un mercado regularmente. Se supone que el mercado fue celebrado en la calle mayor que era una parte del Hellweg ya que Hildesheim aún no contaba con una plaza de mercado. 
El auge económico de Hildesheim en los siglos XI y XII, sin embargo, hizo necesario una plaza amplia para las actividades de mercado en vez de un oblongo mercado callejero, y el aumento de la población requirió la construcción de otra iglesia. Así la Iglesia de San Andrés fue construida alrededor de 1140 y fue trazada una plaza delante de la iglesia. La calle mayor con el mercado callejero conectaba el vado del río Innerste con la plaza de la iglesia. Después de 1140, poco a poco las actividades de mercado fueron movidas a la nueva plaza delante de la Iglesia de San Andrés y la importancia del mercado callejero en la calle mayor comenzó a decaer. La más antigua fecha de referencia por escrito de un Alter Markt (Antiguo Mercado) de Hildesheim al contrario de una plaza de mercado es de 1146. En 1249 todos los privilegios de una ciudad fueron otorgados a Hildesheim. La actual Plaza de Mercado fue trazada a principios del siglo XIII. Fue empezada la construcción del actual ayuntamiento en esta plaza en 1268.
El Antiguo Mercado de Hildesheim se convirtió en una zona residencial con casas con entramado de madera donde vivían mayoritariamente artesanos. En la Segunda Guerra Mundial los edificios del Antiguo Mercado fueron destruidos por un bombardeo el 22 de marzo de 1945. La mayoría de los edificios residenciales fue reconstruida en el estilo típico de los años 50 del siglo pasado pero algunos edificios históricos de piedra fueron rediseñados en su estilo auténtico y ofrecen una imagen bastante aproximada a las originales.
La ciudad de Hildesheim cuenta con cuatro mercados: El Antigo Mercado ("Alter Markt") al cual se refiere el presente artículo, la Plaza del Mercado ("Marktplatz") donde se ubican el Ayuntamiento y la famosa Casa Gremial de los Carniceros de Hildesheim, el pequeño Mercado de los Caballos ("Pferdemarkt") y el Mercado de la Ciudad Nueva de Hildesheim ("Neustädter Markt") en el barrio histórico Ciudad Nueva ("Neustadt").

## Edificios más notables

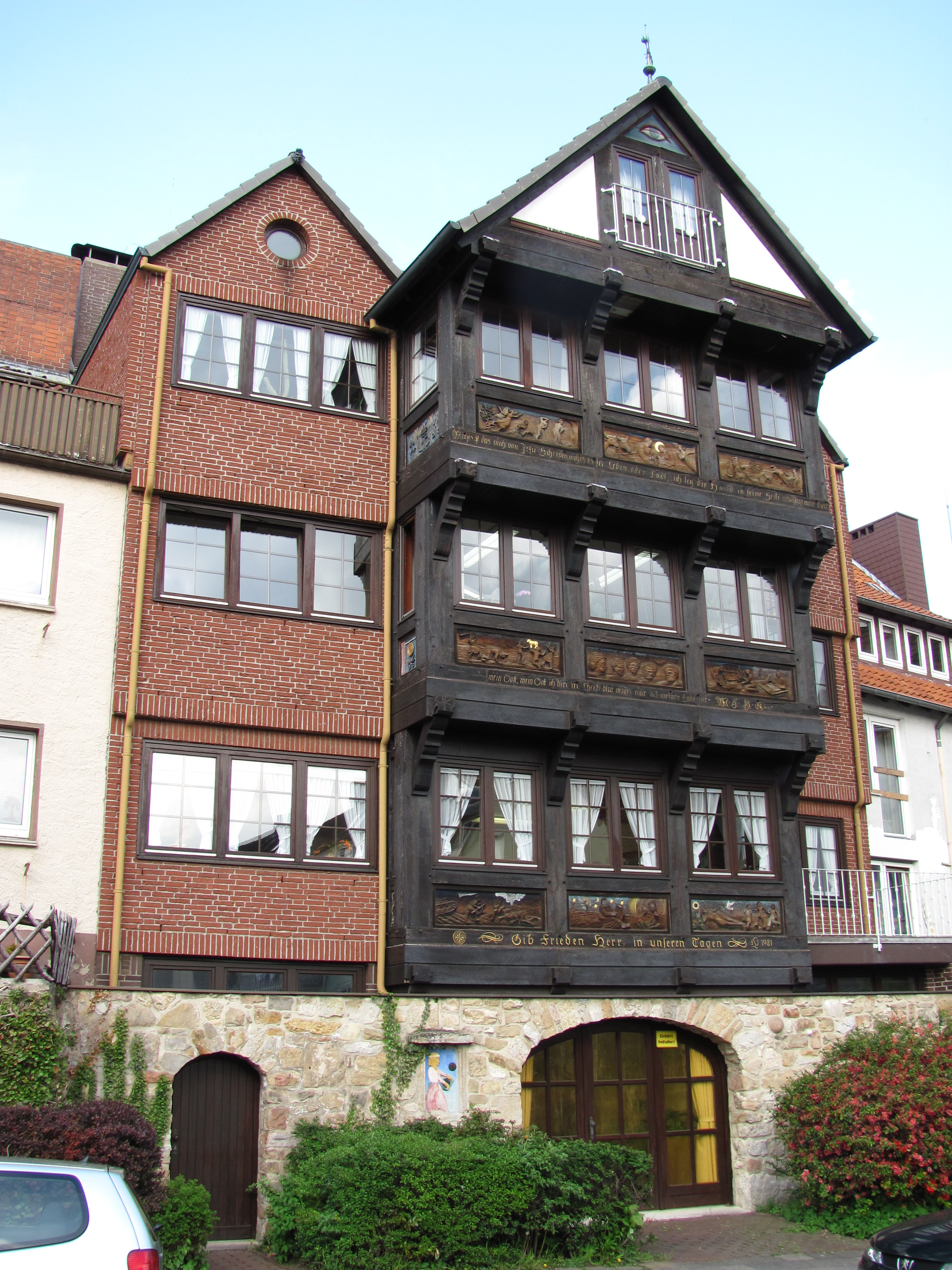
Casas asentadas sobre la muralla medieval

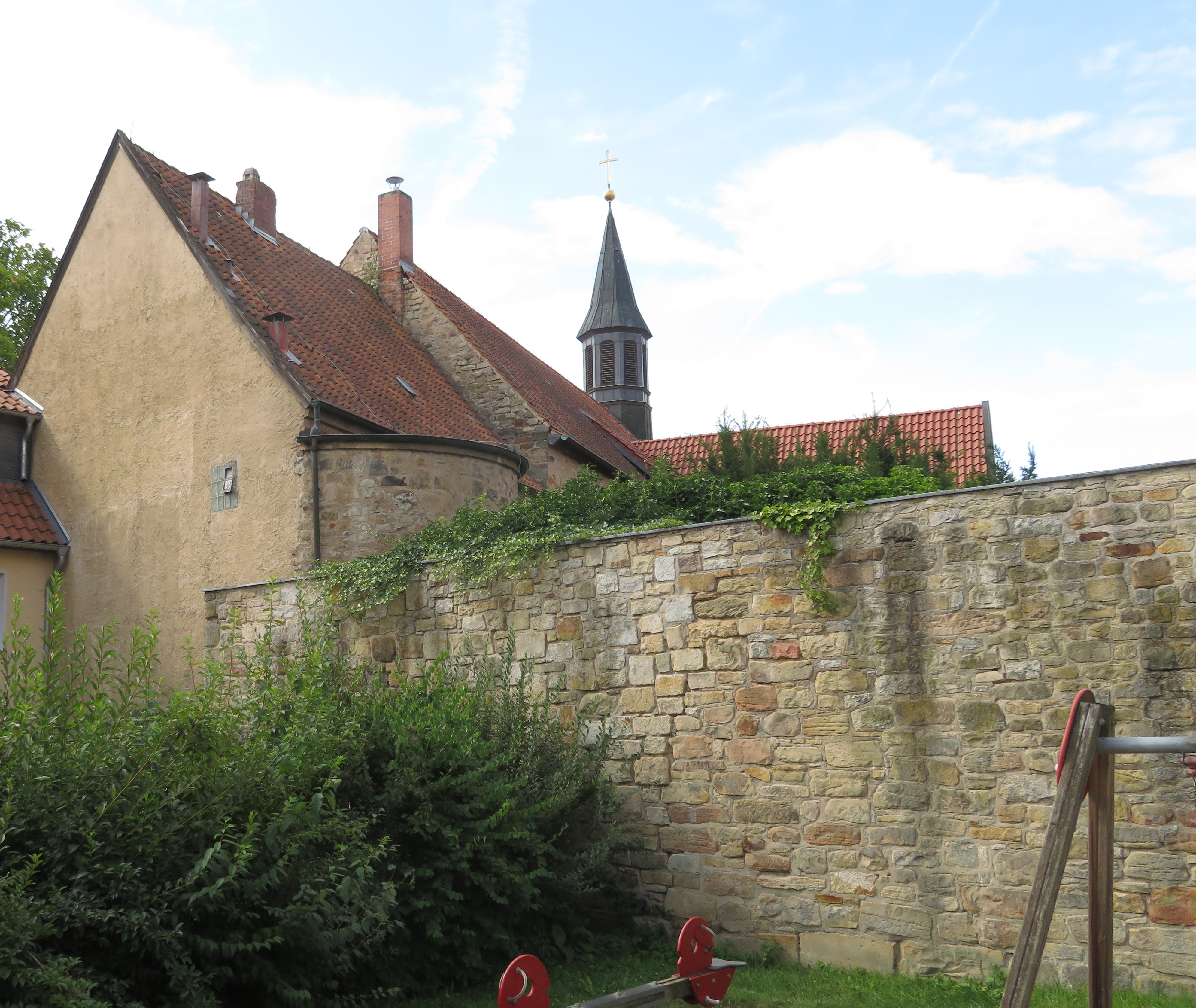
Muralla medieval con torreón defensivo en la calle lateral Süsternstraße

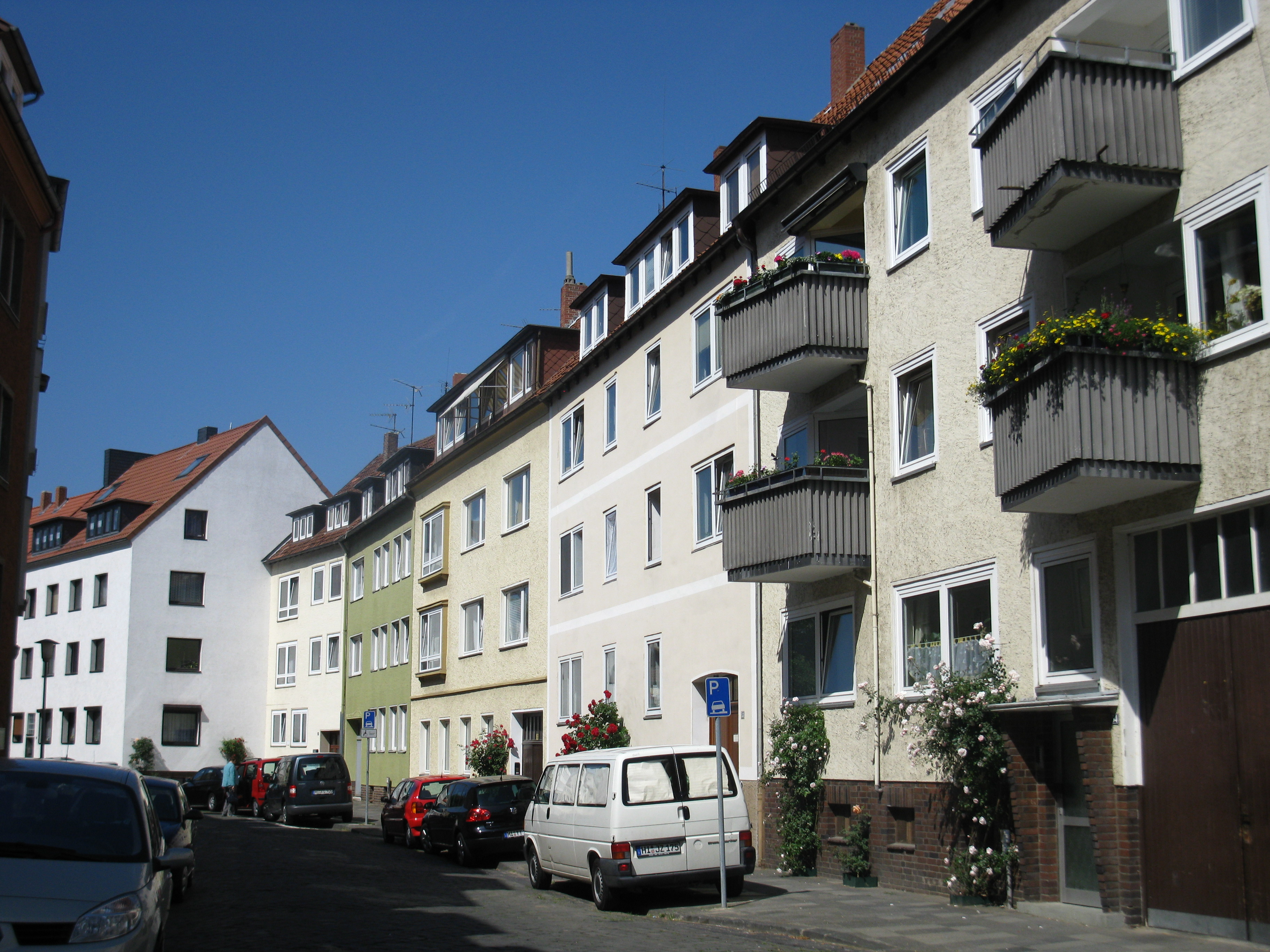
El Antiguo Mercado de hoy

- Kaiserhaus (Casa de los Emperadores): Un edificio residencial construido entre 1585 y 1587 en estilo renacentista con una grande ventana en voladizo y con decoraciones en relieve de piedra y estatuas de los emperadores romanos en la fachada.[6] El entonces proprietario de la casa, un abogado bien acomodado, había escogido el estilo renacentista ya que había estudiado jurisprudencia en Bologna, una ciudad italiana que cuenta con muchos edificios de este estilo. La casa fue destruida por el bombardeo del 22 de marzo de 1945, pero varias esculturas fueron salvadas de la ruina y conservadas hasta que el Kaiserhaus fuese reconstruido en 1997. Se puede reconocer las partes salvadas integradas en la fachada ya que se pusieron grises o negras debido al fuego que siguió el bombardeo.

- Un gran mirador diseñado en 1568 con relieves en colores en estilo renacentista se ubica en frente del Kaiserhaus. Forma parte de una escuela. Originariamente era una parte de un edificio residencial en otra calle en el casco histórico que fue demolida a fines del siglo XIX. El mirador fue cuidadosamente partido en bloques, desmantelado en 1893 y reensamblado en una nueva ubicación en 1894 en una calle fuera del centro donde no fue destruido o dañado durante la guerra. Cuando la casa donde se hallaba fue derribada en 1971, el mirador fue desmantelado otra vez y reensamblado en la presente ubicación en 1972.[7]

- Alte Kemenate es un almacén construido de arenisca en estilo gótico en el siglo XV que se ubica detrás de la escuela. Mide 5,5 metros de alto y tiene una base rectangular con una dimensión de 6,5 x 5 metros. Se compone de dos plantas y de un sótano con una bóveda.[8] Su arquitectura hace suponer que podría ser uno de los edificios profanos más antiguos de la ciudad. No se puede descartar que se situaba ya a fines del siglo XI en la actual ubicación en el Antiguo Mercado.[9] El edificio de piedra fue dañado pero no destruido por el bombardeo y sirvió como edificio residencial entre 1945 y 1951. No está abierto al público pero es claramente visible de la calle lateral Schenkenstrasse.

- Cerca del Antiguo Mercado de Hildesheim se han conservado dos tramos de la muralla medieval. En la calle lateral Mühlenstrasse se puede visitar varios edificios asentados sobre la muralla. Fueron destruidos en la guerra, pero una gran casa con entramado de madera fue reconstruida en estilo auténtico y con obras de talla en la fachada en 1981. Se ubica un torreón defensivo de la muralla integrado en un edificio residencial en la calle lateral Süsternstraße. El nombre de la calle se refiere a las monjas que vivían en un monasterio detrás de la muralla en la Edad Media.

- La Iglesia de Santa Magdalena se sitúa al comienzo del Antiguo Mercado. La iglesia fue inaugurada en 1224 en estilo romance y remodelada en estilo gótico en 1456. Durante la Segunda Guerra Mundial fue gravemente dañada y reconstruida en 1952. Cerca de la iglesia se ubican el Magdalenengarten, un jardín barroco diseñado entre 1720 y 1725 y la Iglesia de San Miguel.